# Kalamaki (Isthmia)
Koordinaten: 37° 55′ 18″ N, 23° 0′ 41″ O

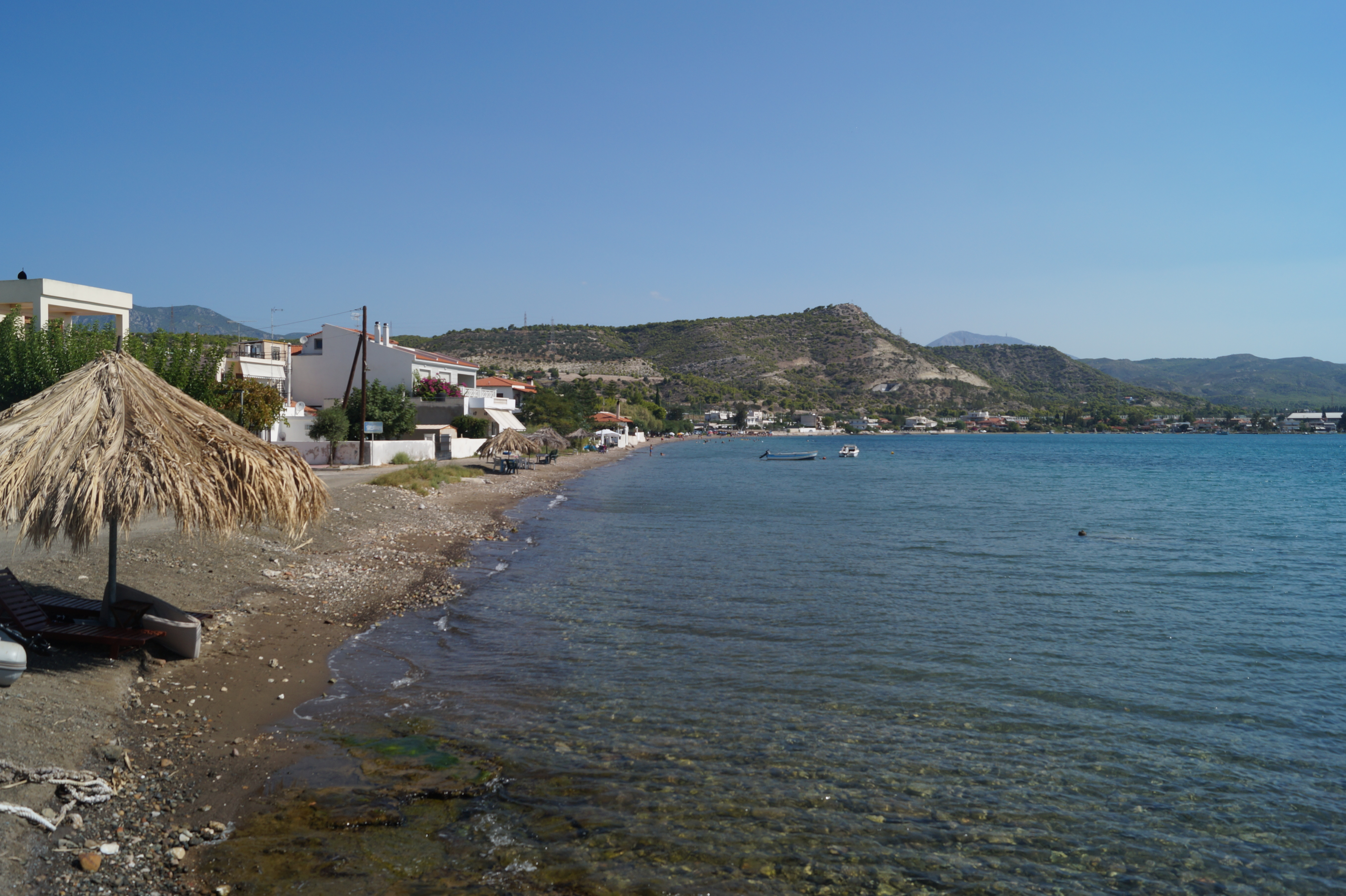
Strand von Kalamaki

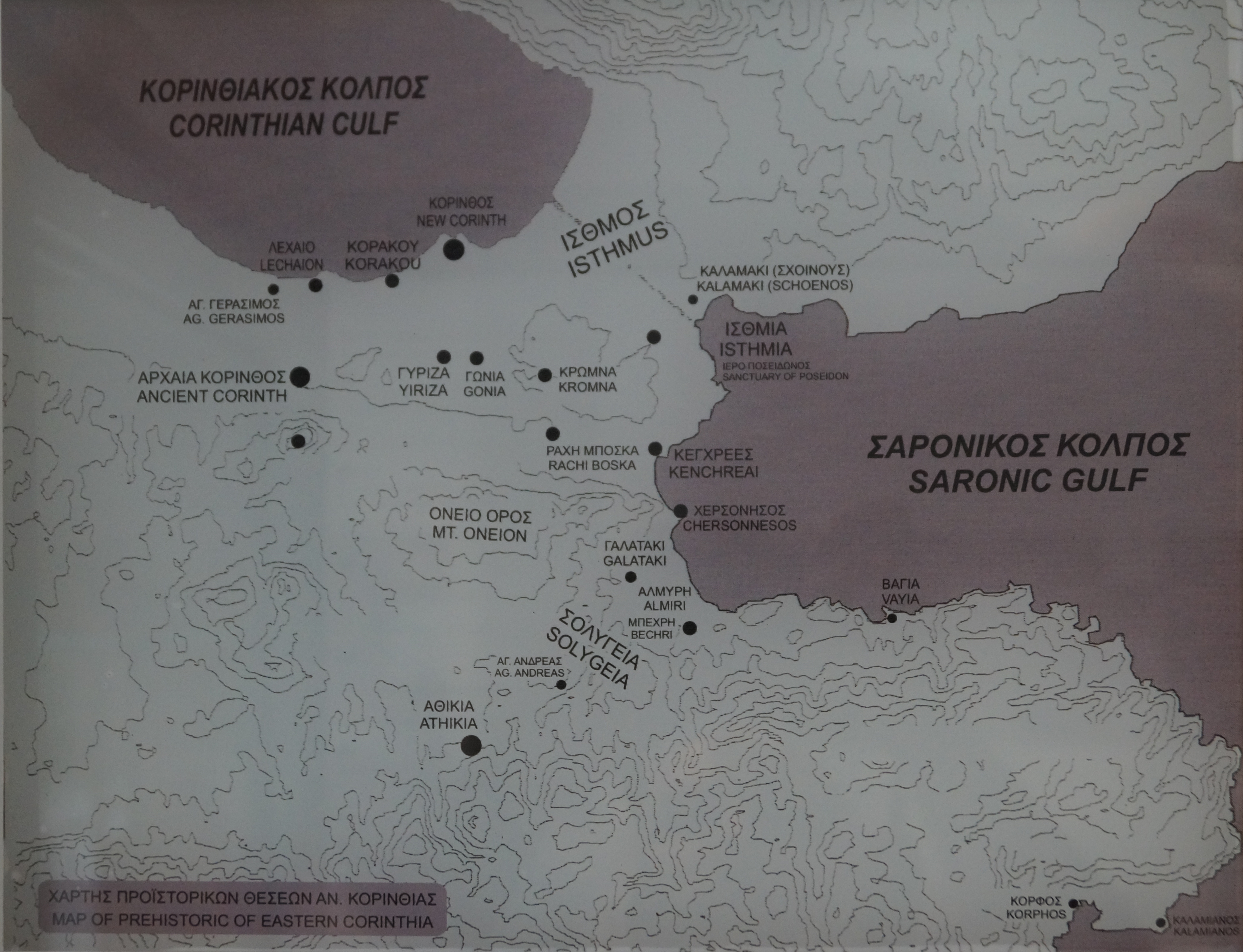
Lage von Kalamaki

Kalamaki (griechisch Καλαμάκι (n. sg.)) ist ein Ortsteil von Isthmia im gleichnamigen Stadtbezirk Isthmia. Er liegt nördlich des östlichen Endes des Kanals von Korinth. Über eine Senkbrücke besteht Verbindung zur südlich des Kanals gelegenen Stadt Isthmia. Der Ort erstreckt sich an dem etwa 1 km langen Strand von Kalamaki. Die Bucht von Kalamaki ist ein Teil des Saronischen Golfs.
In Kalamaki gibt es einen kleinen Hafen und am nordöstlichen Ende einen Bahnhof der Peloponnesbahn, die jedoch 2007 ihren Betrieb einstellte. Es gibt auch einigen Tourismus im Ort. So lockt der Kanal von Korinth Besucher an und in den Sommermonaten besuchen Badegäste den Strand von Kalamaki. Im südlichen Teil des Ortes lag in der Antike das östliche Ende des Diolkos. Hier befand sich auch der Ort Schoinous.